# Rajapani
Rajapani (nep. राजापानी) – gaun wikas samiti we wschodniej części Nepalu w strefie Sagarmatha w dystrykcie Khotang. Według nepalskiego spisu powszechnego z 2001 roku liczył on 675 gospodarstw domowych i 3938 mieszkańców (2016 kobiet i 1922 mężczyzn).